# Конвертибилна марка
Конвертибилна марка (колоквијално само марка) је званична валута у Босни и Херцеговини. Вредност једне марке је еквивалентна вредности 100 пфенига или фенинга. Скраћеница и/или симбол за конвертибилну марку је KM, међународна ознака BiH KM, те шифра валуте 977.
Конвертибилна марка (или једноставно марка у свакодневном говору) има фиксни курс према евру у паритету 1 E = 1,95583 BiH KM). Тај паритет, као и само име „марка”, преузети су од немачке марке, за коју је дуги низ година марка била везана фиксним девизним курсом (1  = 1 BiH KM, 1 E = 1,95583 D m).
Стопа инфлације конвертибилне марке у 2014. години, према проценама , износила је −0,9%.

## Историја
Конвертибилна марка успостављена је Дејтонским споразумом 1995. године, а три године после заменила је босанскохерцеговачки динар, хрватску куну и динар Републике Српске као јединствена валута Босне и Херцеговине. Реч „марка” потиче од назива немачке марке, валуте за коју је била везана фиксним паритетом.

### Етимологија
Имена за апоене конвертибилне марке долазе из немачкога језика. Три званична језика која се у држави користе: бошњачки, српски и хрватски), немачке именице  и  преузели су и трансформисали у посуђенице марка и пфениг. Службени гласник БиХ, Службене новине ФБиХ те други званични документи, као име за стоти део валуте препознају pfenig и пфениг (зависно од писма; бошњачки и српски користе латиницу и ћирилицу равноправно, док хрватски користи само латиницу).
У периоду 1998‍—2000. године, новчанице вредности од 50 пфенига биле су у оптицају. На њима је било написано „50 konvertibilnih pfeniga” / „50 конвертибилних пфенига”; Неки нумизматичари сматрају да придев „конвертибилан” никада не би требало да стоји поред „пфениг” зато што само марка може да буде конвертибилна (в. § Грешке за све грешке на новчаницама и кованицама). Од 1998. године, кованице од 10, 20 и 50 пфенига налазе се пуштене у оптицај (кованица од 5 пфенига у оптицај је уведена 2006. године). Све оне имају написано „feninga / фенинга” на својим аверсима. Народни говор, колоквијализам и/или типографска грешка fening/фенинг ријеч је која није исправљена и званично је усвојена. И сама реч за ковани новац БиХ је, дакле, на неки начин грешком постала „кованица”.

## Апоени
Централна банка Босне и Херцеговине штампа папирне новчанице конвертибилних марака (све осим највећег апоена од 200 КМ) у две серије: једној за ФБиХ и једној за РС. Опште графичко решење ентитетских новчаница је идентично, али се разликују ликови, као и мотиви на полеђинама. Обе серије важе на целој територији државе БиХ, а кованице су јединствене.
Новчаница од 1 конвертибилне марке за Републику Српску, која је требало да носи лик књижевника Ива Андрића, званично никада није пуштена у оптицај, како је објашњено — због техничке грешке. Андрић је касније сликом на заједничкој новчаници од 200 конвертибилних марака.

## Кованице
Децембра 1998, кованице су уведене у деноминацијама од 10, 20 и 50 пфенига. Кованице од 1 конвертибилне марке, 2 конвертибилне марке и 5 конвертибилних марака су ушле у оптицај касније. Кованице су исте за оба ентитета и нису коване мењаним дизајном.
Кованице је дизајнирао босански дизајнер Кенан Зекић, а кују се у Краљевској ковачници (енгл. Royal mint) у Лантрисанту (Велс, Уједињено Краљевство).
| Издања кованица конвертибилне марке за Босну и Херцеговину (тренутно у употреби)                      | Издања кованица конвертибилне марке за Босну и Херцеговину (тренутно у употреби) | Издања кованица конвертибилне марке за Босну и Херцеговину (тренутно у употреби) | Издања кованица конвертибилне марке за Босну и Херцеговину (тренутно у употреби) | Издања кованица конвертибилне марке за Босну и Херцеговину (тренутно у употреби) | Издања кованица конвертибилне марке за Босну и Херцеговину (тренутно у употреби)  | Издања кованица конвертибилне марке за Босну и Херцеговину (тренутно у употреби) | Издања кованица конвертибилне марке за Босну и Херцеговину (тренутно у употреби)                                   | Издања кованица конвертибилне марке за Босну и Херцеговину (тренутно у употреби) | Издања кованица конвертибилне марке за Босну и Херцеговину (тренутно у употреби) | Издања кованица конвертибилне марке за Босну и Херцеговину (тренутно у употреби) | Издања кованица конвертибилне марке за Босну и Херцеговину (тренутно у употреби) | Издања кованица конвертибилне марке за Босну и Херцеговину (тренутно у употреби) |
| Слика                                                                                                 | Слика                                                                            | Вр. (КМ)                                                                         | Технички параметри                                                               | Технички параметри                                                               | Технички параметри                                                                | Опис                                                                             | Опис | Опис                                                                             | Датум                                                                            | Датум                                                                            | Датум                                                                            | Датум                                                                            |
| Лице (аверс)                                                                                          | Наличје (реверс)                                                                 | Вр. (КМ)                                                                         | Пречник ()                                                                       | Маса (g)                                                                         | Композиција                                                                       | Ивица                                                                            | Лице (аверс) | Наличје (реверс)                                                                 | Ковања                                                                           | Издавања                                                                         | Повлачења                                                                        | Важења                                                                           |
| --- | -------------------------------------------------------------------------------- | -------------------------------------------------------------------------------- | -------------------------------------------------------------------------------- | -------------------------------------------------------------------------------- | --------------------------------------------------------------------------------- | -------------------------------------------------------------------------------- | --- | -------------------------------------------------------------------------------- | -------------------------------------------------------------------------------- | -------------------------------------------------------------------------------- | -------------------------------------------------------------------------------- | -------------------------------------------------------------------------------- |
| |                                                                                  | 1⁄20                                                                             | 18,00                                                                            | 2,66                                                                             | челик пресвучен никлом                                                            | нарезана                                                                         | карта Босне и Херцеговине, име државе и деноминација (на два писма)                                                | Застава Босне и Херцеговине, име државе (на два писма) и година ковања           | 2005—данас                                                                       | 5. 1. 2006.                                                                      | У оптицају                                                                       | У оптицају                                                                       |
| |                                                                                  | 1⁄10                                                                             | 20,00                                                                            | 3,90                                                                             | челик пресвучен бакром                                                            | равна                                                                            | карта Босне и Херцеговине, име државе и деноминација (на два писма)                                                | застава Босне и Херцеговине, име државе (на два писма) и година ковања           | 1998—данас                                                                       | 9. 12. 1998.                                                                     | У оптицају                                                                       | У оптицају                                                                       |
| |                                                                                  | 1⁄5                                                                              | 22,00                                                                            | 4,50                                                                             | челик пресвучен бакром                                                            | нарезана                                                                         | карта Босне и Херцеговине, име државе и деноминација (на два писма)                                                | застава Босне и Херцеговине, име државе (на два писма) и година ковања           | 1998—данас                                                                       | 9. 12. 1998.                                                                     | У оптицају                                                                       | У оптицају                                                                       |
| |                                                                                  | 1⁄2                                                                              | 24,00                                                                            | 5,15                                                                             | челик пресвучен бакром                                                            | нарезана                                                                         | карта Босне и Херцеговине, име државе и деноминација (на два писма)                                                | застава Босне и Херцеговине, име државе (на два писма) и година ковања           | 1998—данас                                                                       | 9. 12. 1998.                                                                     | У оптицају                                                                       | У оптицају                                                                       |
| |                                                                                  | 1                                                                                | 23,25                                                                            | 4,95                                                                             | челик пресвучен никлом                                                            | комбинација нарезаних и глатких површина                                         | име државе (на два писма), деноминација и по један избочени троуглић са горње и доње стране са врхом ка средини1   | грб Босне и Херцеговине                                                          | 2000—данас                                                                       | 31. 7. 2000.                                                                     | У оптицају                                                                       | У оптицају                                                                       |
| |                                                                                  | 2                                                                                | 25,75                                                                            | 6,90                                                                             | купро-никл (унутрашњи прстен); злато 5,5%; легура никла и месинга (спољни прстен) | комбинација нарезаних и глатких површина                                         | име државе (на два писма), деноминација и по два избочена троуглића са горње и доње стране са врховима ка средини1 | голуб мира                                                                       | 2000—данас                                                                       | 31. 7. 2000.                                                                     | У оптицају                                                                       | У оптицају                                                                       |
| |                                                                                  | 5                                                                                | 30,00                                                                            | 10,35                                                                            | никл-месинг (унутрашњи прстен); бакар-никл (спољни прстен)                        | назупчене                                                                        | име државе (на два писма), деноминација и по два избочена троуглића са горње и доње стране са врховима ка средини1 | голуб мира                                                                       | 2005—данас                                                                       | 5. 1. 2006.                                                                      | У оптицају                                                                       | У оптицају                                                                       |
| 1 Троуглићи (као и избочења и различите ширине прстенова) служе као ознака апоена за слабовиде особе. |                                                                                  |                                                                                  |                                                                                  |                                                                                  |                                                                                   |                                                                                  | |                                                                                  |                                                                                  |                                                                                  |                                                                                  |                                                                                  |

## Новчанице

### Федерација БиХ

#### Прва серија
У првој серији номиналнога датума издавања 22. јун и 27. јул 1998. године, изашле су новчанице у апоенима од 50 пфенига, 1 конвертибилне марке, 5, 10, 20 50 и 100 конвертибилних марака. Новчанице су препознатљиве по томе што на лицу новчанице у десном доњем углу, испод потписа гувернера Централне банке Босне и Херцеговине, нема године издавања. Приметна је и грешка ; пфениг, наиме, не може да буде конвертибилан већ само марка.
- Новчаница од 50 пфенига (лице)
- Новчаница од 50 пфенига (наличје)

| Издања прве серије новчаница конвертибилне марке за Федерацију Босне и Херцеговине | Издања прве серије новчаница конвертибилне марке за Федерацију Босне и Херцеговине | Издања прве серије новчаница конвертибилне марке за Федерацију Босне и Херцеговине | Издања прве серије новчаница конвертибилне марке за Федерацију Босне и Херцеговине | Издања прве серије новчаница конвертибилне марке за Федерацију Босне и Херцеговине | Издања прве серије новчаница конвертибилне марке за Федерацију Босне и Херцеговине | Издања прве серије новчаница конвертибилне марке за Федерацију Босне и Херцеговине | Издања прве серије новчаница конвертибилне марке за Федерацију Босне и Херцеговине | Издања прве серије новчаница конвертибилне марке за Федерацију Босне и Херцеговине | Издања прве серије новчаница конвертибилне марке за Федерацију Босне и Херцеговине | Издања прве серије новчаница конвертибилне марке за Федерацију Босне и Херцеговине | Издања прве серије новчаница конвертибилне марке за Федерацију Босне и Херцеговине | Издања прве серије новчаница конвертибилне марке за Федерацију Босне и Херцеговине |
| Слика                                                                              | Слика                                                                              | Вр. (КМ)                                                                           | Технички параметри                                                                 | Технички параметри                                                                 | Опис                                                                               | Опис                                                                               | Опис                                                                               | Опис                                                                               | Датум                                                                              | Датум                                                                              | Датум                                                                              | Датум                                                                              |
| Лице                                                                               | Наличје                                                                            | Вр. (КМ)                                                                           | Димензије ()                                                                       | Водени жиг                                                                         | Лице                                                                               | Лице                                                                               | Наличје                                                                            | Наличје                                                                            | Штампања                                                                           | Издавања                                                                           | Повлачења                                                                          | важења                                                                             |
| Лице                                                                               | Наличје                                                                            | Вр. (КМ)                                                                           | Димензије ()                                                                       | Водени жиг                                                                         | Боја                                                                               | Мотив                                                                              | Боја                                                                               | Мотив                                                                              | Штампања                                                                           | Издавања                                                                           | Повлачења                                                                          | важења                                                                             |
| ---------------------------------------------------------------------------------- | ---------------------------------------------------------------------------------- | ---------------------------------------------------------------------------------- | ---------------------------------------------------------------------------------- | ---------------------------------------------------------------------------------- | ---------------------------------------------------------------------------------- | ---------------------------------------------------------------------------------- | ---------------------------------------------------------------------------------- | ---------------------------------------------------------------------------------- | ---------------------------------------------------------------------------------- | ---------------------------------------------------------------------------------- | ---------------------------------------------------------------------------------- | ---------------------------------------------------------------------------------- |
|                                                                                    |                                                                                    | 1⁄2                                                                                | 120 × 60                                                                           | Монограм Централне банке који се понавља вертикално                                | плава                                                                              | Скендер Куленовић                                                                  | плава                                                                              | стећак Згошћа (фрагмент)                                                           | Н/П (1998)                                                                         | 22. 6. 1998.                                                                       | 1. 1. 2003. 31. 3. 2003.                                                           | 1. 4. 2018.                                                                        |
|                                                                                    |                                                                                    | 1                                                                                  | 120 × 60                                                                           | Монограм Централне банке који се понавља вертикално                                | зелена                                                                             | Иван-Фрањо Јукић                                                                   | зелена                                                                             | стећак Столац (фрагмент)                                                           | Н/П (1998)                                                                         | 22. 6. 1998.                                                                       | 1. 1. 2009. 31. 3. 2009.                                                           | 1. 4. 2018.                                                                        |
|                                                                                    |                                                                                    | 5                                                                                  | 122 × 62                                                                           | Монограм Централне банке који се понавља вертикално                                | љубичаста и жуто-смеђа                                                             | Мехмед Селимовић                                                                   | љубичаста и жуто-смеђа                                                             | дрвеће                                                                             | Н/П (1998)                                                                         | 22. 6. 1998.                                                                       | 1. 1. 2010. 31. 3. 2010.                                                           | 1. 4. 2018.                                                                        |
|                                                                                    |                                                                                    | 10                                                                                 | 130 × 65                                                                           | Монограм Централне банке који се понавља вертикално                                | наранџаста и плавкасто-светлосива (боја шкриљца)                                   | Мехмедалија Диздар                                                                 | наранџаста и плавкасто-светлосива (боја шкриљца)                                   | стећак Радмиља (фрагмент)                                                          | Н/П (1998)                                                                         | 22. 6. 1998.                                                                       | У оптицају                                                                         | У оптицају                                                                         |
|                                                                                    |                                                                                    | 20                                                                                 | 138 × 68                                                                           | Монограм Централне банке који се понавља вертикално                                | сива и смеђа                                                                       | Антун-Бранко Шимић                                                                 | сива и смеђа                                                                       | стећак Радмиља (фрагмент)                                                          | Н/П (1998)                                                                         | 22. 6. 1998.                                                                       | У оптицају                                                                         | У оптицају                                                                         |
|                                                                                    |                                                                                    | 50                                                                                 | 146 × 71                                                                           | Монограм Централне банке који се понавља вертикално                                | ружичаста и светлосмеђа                                                            | Муса-Ћазим Ћатић                                                                   | ружичаста и светлосмеђа                                                            | камени рељеф                                                                       | Н/П (1998)                                                                         | 22. 6. 1998.                                                                       | У оптицају                                                                         | У оптицају                                                                         |
|                                                                                    |                                                                                    | 100                                                                                | 154 × 74                                                                           | Монограм Централне банке који се понавља вертикално                                | смеђа                                                                              | Никола Шоп                                                                         | смеђа                                                                              | стећак Згошћа (фрагмент)                                                           | Н/П (1998)                                                                         | 27. 7. 1998.                                                                       | У оптицају                                                                         | У оптицају                                                                         |

#### Друга серија
У другој серији номиналнога датума издавања који је непознат (после марта/априла 2002. године), изашле су новчанице у апоенима од 50 и 100 конвертибилних марака.
Новчаницима су додата два нова сигурносна елемента. Први од њих је година штампања „2002”, која је уписана испод потписа и речи „Гувернер” на лицу новчаница. Други је утиснута стандардна заштитна нит ширине 1,00  која није флуоресцентна и нема ознаку „ЦББХ” за разлику од досадашњих новчаница од 50 КМ и 100 КМ.
Полеђина новчаница није промењена, те је једнака оној из прве серије.
| Измењена издања прве серије новчаница конвертибилне марке за Федерацију Босне и Херцеговине (друга серија) | Измењена издања прве серије новчаница конвертибилне марке за Федерацију Босне и Херцеговине (друга серија) | Измењена издања прве серије новчаница конвертибилне марке за Федерацију Босне и Херцеговине (друга серија) | Измењена издања прве серије новчаница конвертибилне марке за Федерацију Босне и Херцеговине (друга серија) | Измењена издања прве серије новчаница конвертибилне марке за Федерацију Босне и Херцеговине (друга серија) | Измењена издања прве серије новчаница конвертибилне марке за Федерацију Босне и Херцеговине (друга серија) | Измењена издања прве серије новчаница конвертибилне марке за Федерацију Босне и Херцеговине (друга серија) | Измењена издања прве серије новчаница конвертибилне марке за Федерацију Босне и Херцеговине (друга серија) | Измењена издања прве серије новчаница конвертибилне марке за Федерацију Босне и Херцеговине (друга серија) | Измењена издања прве серије новчаница конвертибилне марке за Федерацију Босне и Херцеговине (друга серија) | Измењена издања прве серије новчаница конвертибилне марке за Федерацију Босне и Херцеговине (друга серија) | Измењена издања прве серије новчаница конвертибилне марке за Федерацију Босне и Херцеговине (друга серија) | Измењена издања прве серије новчаница конвертибилне марке за Федерацију Босне и Херцеговине (друга серија) |
| Слика | Слика | Вр. (КМ)                                                                                                   | Технички параметри                                                                                         | Технички параметри                                                                                         | Опис | Опис | Опис | Опис | Датум | Датум | Датум | Датум |
| Лице | Наличје | Вр. (КМ)                                                                                                   | Димензије ()                                                                                               | Водени жиг                                                                                                 | Лице | Лице | Наличје | Наличје | Штампања                                                                                                   | Издавања                                                                                                   | Повлачења                                                                                                  | Важења |
| Лице | Наличје | Вр. (КМ)                                                                                                   | Димензије ()                                                                                               | Водени жиг                                                                                                 | Боја | Мотив | Боја | Мотив | Штампања                                                                                                   | Издавања                                                                                                   | Повлачења                                                                                                  | Важења |
| --- | --- | --- | --- | --- | --- | --- | --- | --- | --- | --- | --- | --- |
| | | 50 | 146 × 71                                                                                                   | Монограм Централне банке Р БиХ који се понавља вертикално                                                  | ружичаста и светлосмеђа                                                                                    | Муса-Ћазим Ћатић                                                                                           | ружичаста и светлосмеђа                                                                                    | камени рељеф                                                                                               | Н/П (2002)                                                                                                 | Н/П (2002)                                                                                                 | У оптицају                                                                                                 | У оптицају                                                                                                 |
| | | 100 | 154 × 74                                                                                                   | Монограм Централне банке Р БиХ који се понавља вертикално                                                  | смеђа | Никола Шоп                                                                                                 | смеђа | стећак Згошћа (фрагмент)                                                                                   | Н/П (2002)                                                                                                 | Н/П (2002)                                                                                                 | У оптицају                                                                                                 | У оптицају                                                                                                 |

#### Трећа серија
У трећој серији номиналнога датума издавања 1. мај 2007. године, изашле су новчанице у апоенима од 50 и 100 конвертибилних марака, а 4. новембра 2008. године апоени од 10 и 20 конвертибилних марака.
Новчанице од 50 и 100 КМ су добиле нову годину штампања и нови потпис гувернера. Наиме, на новим новчаницама налази се потпис гувернера Козарића. Као година штампања наведена је „2007”, која се на лицу новчанице налази испод потписа и речи „”. Остале разлике односе се на заштитне елементе новчаница. Водени жиг се, као и код претходних издања, састоји од стилизованих иницијала ЦББХ у вертикалном низу, с тим да су код новог издања присутна само по два иницијала (латиничко и ћириличко), укупно четири; без делимичних иницијала у врху и дну новчанице, као што је био случај код издања из 1998. и 2002. године. Заштитна нит новчаница, која је код ранијих издања у целости била уграђена у папирну масу, код новог издања местимице излази на површину новчанице. Када се новчаница гледа према светлу, нит се види у целости и садржи микротекст ЦББХ, латиничким те ћириличким писмом. На лицу новчанице, уместо прикривеног натписа/ознаке апоена сиве боје, налази се оптички променљив елеменат у одговарајућој боји за оба апоена. Зависно од угла посматрања, унутар елемента се може уочити једна или више апоенских ознака, број 50 или 100.
Новчанице од 10 и 20 КМ, за разлику од оних из 1998. године на којима није наведена година штампања, као годину штампања имају наведено „2008”, испод потписа и речи „ГУВЕРНЕР”. Разлика се огледа и у потпису гувернера, те се на новим новчаницама од 10 КМ и 20 КМ налази потпис гувернера Козарића. Заштитна нит која је код ранијег издања у целости била уграђена у папирну масу, код новог издања местимице излази на површину новчанице. Када се новчаница гледа према светлу, нит се види у целости и садржи микротекст ЦББХ, латиничким и ћириличким писмом. За разлику од првог издања новчанице од 10 КМ, натписи на лицу нове новчанице овог апоена израђени су у рељефној штампи и могу се осетити прстима. На лицу новчанице налази се елеменат унутар којега се под одређеним углом може видети број 10 (вредност апоена). Светлуцавом бојом је код првог издања новчаница од 10 КМ била отштампана вертикална линија на десној страни лица новчанице. Код нове новчанице овај елеменат налази се у доњем делу лица новчанице и другачијег је облика. На лицу новог издања новчанице од 20 КМ, уместо прикривене ознаке апоена сиве боје, налази се оптички променљиви елеменат у одговарајућој боји. Зависно од угла посматрања, унутар елемента се може уочити једна или више апоенских ознака односно број 20.
Полеђина новчаница није промењена, те је једнака оној из прве серије.
| Измењена издања прве и друге серије новчаница конвертибилне марке за Федерацију Босне и Херцеговине (трећа серија) | Измењена издања прве и друге серије новчаница конвертибилне марке за Федерацију Босне и Херцеговине (трећа серија) | Измењена издања прве и друге серије новчаница конвертибилне марке за Федерацију Босне и Херцеговине (трећа серија) | Измењена издања прве и друге серије новчаница конвертибилне марке за Федерацију Босне и Херцеговине (трећа серија) | Измењена издања прве и друге серије новчаница конвертибилне марке за Федерацију Босне и Херцеговине (трећа серија) | Измењена издања прве и друге серије новчаница конвертибилне марке за Федерацију Босне и Херцеговине (трећа серија) | Измењена издања прве и друге серије новчаница конвертибилне марке за Федерацију Босне и Херцеговине (трећа серија) | Измењена издања прве и друге серије новчаница конвертибилне марке за Федерацију Босне и Херцеговине (трећа серија) | Измењена издања прве и друге серије новчаница конвертибилне марке за Федерацију Босне и Херцеговине (трећа серија) | Измењена издања прве и друге серије новчаница конвертибилне марке за Федерацију Босне и Херцеговине (трећа серија) | Измењена издања прве и друге серије новчаница конвертибилне марке за Федерацију Босне и Херцеговине (трећа серија) | Измењена издања прве и друге серије новчаница конвертибилне марке за Федерацију Босне и Херцеговине (трећа серија) | Измењена издања прве и друге серије новчаница конвертибилне марке за Федерацију Босне и Херцеговине (трећа серија) |
| Слика | Слика | Вр. (КМ) | Технички параметри                                                                                                 | Технички параметри                                                                                                 | Опис | Опис | Опис | Опис | Датум | Датум | Датум | Датум |
| Лице | Наличје | Вр. (КМ) | Димензије () | Водени жиг | Лице | Лице | Наличје | Наличје | Штампања | Издавања | Повлачења | Важења |
| Лице | Наличје | Вр. (КМ) | Димензије () | Водени жиг | Боја | Мотив | Боја | Мотив | Штампања | Издавања | Повлачења | Важења |
| --- | --- | --- | --- | --- | --- | --- | --- | --- | --- | --- | --- | --- |
| | | 10 | 130 × 65 | Монограм Централне банке који се понавља вертикално                                                                | Наранџаста и плавкасто-светлосива (боја шкриљца)                                                                   | Мехмедалија Диздар                                                                                                 | наранџаста и плавкасто-светлосива (боја шкриљца)                                                                   | стећак Радмиља (фрагмент)                                                                                          | Н/П (2008) | 4. 11. 2008. | У оптицају | У оптицају |
| | | 20 | 138 × 68 | Монограм Централне банке који се понавља вертикално                                                                | сива и смеђа | Антун-Бранко Шимић                                                                                                 | сива и смеђа | стећак Радмиља (фрагмент)                                                                                          | Н/П (2008) | 4. 11. 2008. | У оптицају | У оптицају |
| | | 50 | 146 × 71 | Монограм Централне банке који се понавља вертикално                                                                | ружичаста и светлосмеђа                                                                                            | Муса-Ћазим Ћатић                                                                                                   | ружичаста и светлосмеђа                                                                                            | камени рељеф | Н/П (2008) | 1. 3. 2007. | У оптицају | У оптицају |
| | | 100 | 154 × 74 | Монограм Централне банке који се понавља вертикално                                                                | смеђа | Никола Шоп | смеђа | стећак Згошћа (фрагмент)                                                                                           | Н/П (2008) | 1. 3. 2007. | У оптицају | У оптицају |

##### 2007, 2008, 2009
На веб-сајту ЦБ БиХ налазе се различите слике за новчанице од 50 КМ и 100 КМ за 2007. годину и за 2008. годину (иако разлике у самом дизајну није било). Поред тога, на сајту се налазе и различите слике за новчанице од 50 КМ за 2008. годину и за 2009. годину.
Такође, на сајту су и различите слике за наличја новчаница од 10 КМ и 20 КМ за 1998. годину и 2008. годину.

#### Четврта серија
Централна банка Босне и Херцеговине пустила је у оптицај 1. јуна 2012. године четврту серију новчаница у апоенима од 10, 20, 50 и 100 КМ. Новчанице ове серије имају девет нових сигурносних обележја, а препознатљива су још и по потпису новог гувернера и години издавања. Нова заштитна обележја су: водени жиг, заштитна нит с текстом, прозирни регистар, заштитна нит „Моушн” (енгл. Motion), иридесцентна трака, оптички променљива боја, интаљо штампа, микроштампа и УВ обележја.

##### Сигурносна обележја
Водени жиг
Нова серија новчаница има вишетонски водени жиг са мотивом скулптура са светиљкама с главнога улаза зграде Централне банке Босне и Херцеговине у Сарајеву. Испод мотива скулптуре сваки апоен има светли водени жиг — ознаку номиналне вредности. Водени жиг се види под пропусним светлом.
Заштитна нит с текстом
Заштитна нит је потпуно уграђена у папир и унутар исте се види текст различит за сваки апоен: 10 КМ, 20 КМ, 50 КМ и 100 КМ. Текст има ефекат огледала те се под пропусним светлом може читати и с лица и с наличја.
Прозирни регистар
Кад се новчаница држи према светлу, елементи штампани на лицу и наличју новчанице уклапају се и чине петоугао.
Заштитна нит „Моушн” /енгл. /
Све новчанице четврте серије имају микрооптичку заштитну нит, ширине 4 . Апоени од 10 КМ и 20 КМ имају три заштитна елемента, а апоени од 50 КМ и 100 КМ имају четири заштитна елемента при чему нит излази на површину папира. Моушн-нит има различиту боју за сваки апоен:
- 10 КМ — азурноплава
- 20 КМ — зелена
- 50 КМ — црвена
- 100 КМ — љубичаста

Мотив нити на свим апоенима је перо, које се помера зависно од угла посматрања на на начин да када се:
- горња ивица новчанице нагне напред према посматрачу, перо се помера налево
- доња ивица новчанице нагне према посматрачу, перо се помера надесно
- десна ивица новчанице нагне према посматрачу, перо се помера нагоре
- лева ивица новчанице нагне према посматрачу, перо се помера надоле[23]

Иридесцентна трака
На апоенима од 10 КМ и 20 КМ, вертикално преко целог наличја новчанице, налази се иридесцентна (иредесцентна) трака ширине 10 . Код оба апоена трака приказује ознаку „КМ” те ознаку номиналне вредности. Када се новчаница посматра под различитим углом, трака светлуца и мења боју.
Оптички променљива боја
На апоенима од 50 КМ и 100 КМ, ознака номиналне вредности у доњем десном углу наличја новчанице штампа се посебном оптички променљивом бојом. Ефекат промене боје може се видети када се новчаница посматра под различитим углом. На 50 КМ боја се мења од љубичасто-црвене у зеленкасто-смеђу. На 100 КМ боја се мења од златносмеђе до маслинастозелене.
Интаљо штампа
Интаљо (интаглио) штампа налази се на лицу новчанице у одређеним подручјима и може се осетити прстима.
Микроштампа
Новчаница удну лица има микротекст на оба писма (латиничком и ћириличком): CBBH ЦББХ.
УВ обележја
Новчанице на лицу и наличју имају подручја штампана флуоресцентном бојом, која светле под УВ зрацима. У подручју воденог жига, све новчанице на лицу имају и флуоресцентну ознаку номиналне вредности. Осим тога, влакна уграђена у папир и невидљива на дневном светлу — под УВ светлом се виде као црвена, зелена и плава. Флуоресцентне особине имају и серијски бројеви новчаница.
| Измењена издања прве, друге и треће серије новчаница конвертибилне марке за Федерацију Босне и Херцеговине (четврта серија, тренутно у употреби) | Измењена издања прве, друге и треће серије новчаница конвертибилне марке за Федерацију Босне и Херцеговине (четврта серија, тренутно у употреби) | Измењена издања прве, друге и треће серије новчаница конвертибилне марке за Федерацију Босне и Херцеговине (четврта серија, тренутно у употреби) | Измењена издања прве, друге и треће серије новчаница конвертибилне марке за Федерацију Босне и Херцеговине (четврта серија, тренутно у употреби) | Измењена издања прве, друге и треће серије новчаница конвертибилне марке за Федерацију Босне и Херцеговине (четврта серија, тренутно у употреби) | Измењена издања прве, друге и треће серије новчаница конвертибилне марке за Федерацију Босне и Херцеговине (четврта серија, тренутно у употреби) | Измењена издања прве, друге и треће серије новчаница конвертибилне марке за Федерацију Босне и Херцеговине (четврта серија, тренутно у употреби) | Измењена издања прве, друге и треће серије новчаница конвертибилне марке за Федерацију Босне и Херцеговине (четврта серија, тренутно у употреби) | Измењена издања прве, друге и треће серије новчаница конвертибилне марке за Федерацију Босне и Херцеговине (четврта серија, тренутно у употреби) | Измењена издања прве, друге и треће серије новчаница конвертибилне марке за Федерацију Босне и Херцеговине (четврта серија, тренутно у употреби) | Измењена издања прве, друге и треће серије новчаница конвертибилне марке за Федерацију Босне и Херцеговине (четврта серија, тренутно у употреби) | Измењена издања прве, друге и треће серије новчаница конвертибилне марке за Федерацију Босне и Херцеговине (четврта серија, тренутно у употреби) | Измењена издања прве, друге и треће серије новчаница конвертибилне марке за Федерацију Босне и Херцеговине (четврта серија, тренутно у употреби) |
| Слика | Слика | Вр. (КМ) | Технички параметри | Технички параметри | Опис | Опис | Опис | Опис | Датум | Датум | Датум | Датум |
| Лице | Наличје | Вр. (КМ) | Димензије () | Водени жиг | Лице | Лице | Наличје | Наличје | штампања | издавања | повлачења | важења |
| Лице | Наличје | Вр. (КМ) | Димензије () | Водени жиг | Боја | Мотив | Боја | Мотив | штампања | издавања | повлачења | важења |
| --- | --- | --- | --- | --- | --- | --- | --- | --- | --- | --- | --- | --- |
| | | 10 | 130 × 65 | монограм Централне банке који се понавља вертикално                                                                                              | наранџаста и плавкасто-светлосива (боја шкриљца)                                                                                                 | Мехмедалија Диздар | наранџаста и плавкасто-светлосива (боја шкриљца)                                                                                                 | стећак Радмиља (фрагмент) | Н/П (2012) | 1. 6. 2012. | У оптицају | У оптицају |
| | | 20 | 138 × 68 | монограм Централне банке који се понавља вертикално                                                                                              | сива и смеђа | Антун-Бранко Шимић | сива и смеђа | стећак Радмиља (фрагмент) | Н/П (2012) | 1. 6. 2012. | У оптицају | У оптицају |
| | | 50 | 146 × 71 | монограм Централне банке који се понавља вертикално                                                                                              | ружичаста и светлосмеђа | Муса-Ћазим Ћатић | ружичаста и светлосмеђа | камени рељеф | Н/П (2012) | 1. 6. 2012. | У оптицају | У оптицају |
| | | 100 | 154 × 74 | монограм Централне банке који се понавља вертикално                                                                                              | смеђа | Никола Шоп | смеђа | стећак Згошћа (фрагмент) | Н/П (2012) | 1. 6. 2012. | У оптицају | У оптицају |

### Република Српска

#### Прва серија
У првој серији номиналнога датума издавања 22. јун и 27. јул 1998. године, изашле су новчанице у апоенима од 50 пфенига, 1 конвертибилне марке, 5, 10, 20 50 и 100 конвертибилних марака. Новчанице су препознатљиве по томе што на лицу новчанице у десном доњем углу, испод потписа гувернера Централне банке Босне и Херцеговине, нема године издавања. Приметна је и грешка ; пфениг, наиме, не може да буде конвертибилан већ само марка.
- Новчаница од 50 пфенига (лице)
- Новчаница од 50 пфенига (наличје)

| Издања прве серије новчаница конвертибилне марке за Републику Српску | Издања прве серије новчаница конвертибилне марке за Републику Српску | Издања прве серије новчаница конвертибилне марке за Републику Српску | Издања прве серије новчаница конвертибилне марке за Републику Српску | Издања прве серије новчаница конвертибилне марке за Републику Српску | Издања прве серије новчаница конвертибилне марке за Републику Српску | Издања прве серије новчаница конвертибилне марке за Републику Српску | Издања прве серије новчаница конвертибилне марке за Републику Српску | Издања прве серије новчаница конвертибилне марке за Републику Српску | Издања прве серије новчаница конвертибилне марке за Републику Српску | Издања прве серије новчаница конвертибилне марке за Републику Српску | Издања прве серије новчаница конвертибилне марке за Републику Српску | Издања прве серије новчаница конвертибилне марке за Републику Српску |
| Слика                                                                | Слика                                                                | Вр. (КМ)                                                             | Технички параметри                                                   | Технички параметри                                                   | Опис                                                                 | Опис                                                                 | Опис                                                                 | Опис                                                                 | Датум                                                                | Датум                                                                | Датум                                                                | Датум                                                                |
| Лице                                                                 | Наличје                                                              | Вр. (КМ)                                                             | Димензије ()                                                         | Водени жиг                                                           | Лице                                                                 | Лице                                                                 | Наличје                                                              | Наличје                                                              | Штампања                                                             | Издавања                                                             | Повлачења                                                            | Важења                                                               |
| Лице                                                                 | Наличје                                                              | Вр. (КМ)                                                             | Димензије ()                                                         | Водени жиг                                                           | Боја                                                                 | Мотив                                                                | Боја                                                                 | Мотив                                                                | Штампања                                                             | Издавања                                                             | Повлачења                                                            | Важења                                                               |
| -------------------------------------------------------------------- | -------------------------------------------------------------------- | -------------------------------------------------------------------- | -------------------------------------------------------------------- | -------------------------------------------------------------------- | -------------------------------------------------------------------- | -------------------------------------------------------------------- | -------------------------------------------------------------------- | -------------------------------------------------------------------- | -------------------------------------------------------------------- | -------------------------------------------------------------------- | -------------------------------------------------------------------- | -------------------------------------------------------------------- |
|                                                                      |                                                                      | 1⁄2                                                                  | 120 × 60                                                             | монограм Централне банке који се понавља вертикално                  | плава                                                                | Бранко Ћопић                                                         | плава                                                                | кућа и књига                                                         | Н/П (1998)                                                           | 22. 6. 1998.                                                         | 1. 1. 2003. 31. 3. 2003.                                             | 1. 4. 2018.                                                          |
|                                                                      |                                                                      | 1                                                                    | 120 × 60                                                             | монограм Централне банке који се понавља вертикално                  | зелена                                                               | Иво Андрић                                                           | зелена                                                               | мост                                                                 | Н/П (1998)                                                           | 22. 6. 1998.                                                         | 15. 7. 1998. 31. 9. 1998.                                            | 1. 4. 2018.                                                          |
|                                                                      |                                                                      | 5                                                                    | 122 × 62                                                             | монограм Централне банке који се понавља вертикално                  | љубичаста и жуто-смеђа                                               | Мехмед Селимовић                                                     | љубичаста и жуто-смеђа                                               | дрвеће                                                               | Н/П (1998)                                                           | 22. 6. 1998.                                                         | 1. 1. 2010. 31. 3. 2010.                                             | 1. 4. 2018.                                                          |
|                                                                      |                                                                      | 10                                                                   | 130 × 65                                                             | монограм Централне банке који се понавља вертикално                  | наранџаста и плавкасто-светлосива (боја шкриљца)                     | Алекса Шантић                                                        | наранџаста и плавкасто-светлосива (боја шкриљца)                     | векна хлеба                                                          | Н/П (1998)                                                           | 22. 6. 1998.                                                         | У оптицају                                                           | У оптицају                                                           |
|                                                                      |                                                                      | 20                                                                   | 138 × 68                                                             | монограм Централне банке који се понавља вертикално                  | сива и смеђа                                                         | Филип Вишњић                                                         | сива и смеђа                                                         | гусле (музички инструмент)                                           | Н/П (1998)                                                           | 22. 6. 1998.                                                         | У оптицају                                                           | У оптицају                                                           |
|                                                                      |                                                                      | 50                                                                   | 146 × 71                                                             | монограм Централне банке који се понавља вертикално                  | ружичаста и светлосмеђа                                              | Јован Дучић                                                          | ружичаста и светлосмеђа                                              | оловка, наочале и књига                                              | Н/П (1998)                                                           | 22. 6. 1998.                                                         | У оптицају                                                           | У оптицају                                                           |
|                                                                      |                                                                      | 100                                                                  | 154 × 74                                                             | монограм Централне банке који се понавља вертикално                  | смеђа                                                                | Петар Кочић                                                          | смеђа                                                                | оловка, наочале и књига                                              | Н/П (1998)                                                           | 27. 7. 1998.                                                         | У оптицају                                                           | У оптицају                                                           |

#### Друга серија
У другој серији номиналнога датума издавања који је непознат (после марта/априла 2002. године), изашле су новчанице у апоенима од 50 и 100 конвертибилних марака.
Новчаницима су додата два нова сигурносна елемента. Први од њих је година штампања „2002”, која је уписана испод потписа и речи „Гувернер” на лицу новчаница. Други је утиснута стандардна заштитна нит ширине 1,00  која није флуоресцентна и нема ознаку „ЦББХ” за разлику од досадашњих новчаница од 50 КМ и 100 КМ.
Полеђина новчаница није промењена, те је једнака оној из прве серије.
| Измењена издања прве серије новчаница конвертибилне марке за Републику Српску (друга серија) | Измењена издања прве серије новчаница конвертибилне марке за Републику Српску (друга серија) | Измењена издања прве серије новчаница конвертибилне марке за Републику Српску (друга серија) | Измењена издања прве серије новчаница конвертибилне марке за Републику Српску (друга серија) | Измењена издања прве серије новчаница конвертибилне марке за Републику Српску (друга серија) | Измењена издања прве серије новчаница конвертибилне марке за Републику Српску (друга серија) | Измењена издања прве серије новчаница конвертибилне марке за Републику Српску (друга серија) | Измењена издања прве серије новчаница конвертибилне марке за Републику Српску (друга серија) | Измењена издања прве серије новчаница конвертибилне марке за Републику Српску (друга серија) | Измењена издања прве серије новчаница конвертибилне марке за Републику Српску (друга серија) | Измењена издања прве серије новчаница конвертибилне марке за Републику Српску (друга серија) | Измењена издања прве серије новчаница конвертибилне марке за Републику Српску (друга серија) | Измењена издања прве серије новчаница конвертибилне марке за Републику Српску (друга серија) |
| Слика                                                                                        | Слика                                                                                        | Вр. (КМ)                                                                                     | Технички параметри                                                                           | Технички параметри                                                                           | Опис                                                                                         | Опис                                                                                         | Опис                                                                                         | Опис                                                                                         | Датум                                                                                        | Датум                                                                                        | Датум                                                                                        | Датум                                                                                        |
| Лице                                                                                         | Наличје                                                                                      | Вр. (КМ)                                                                                     | Димензије ()                                                                                 | Водени жиг                                                                                   | Лице                                                                                         | Лице                                                                                         | Наличје                                                                                      | Наличје                                                                                      | Штампања                                                                                     | Издавања                                                                                     | Повлачења                                                                                    | Важења                                                                                       |
| Лице                                                                                         | Наличје                                                                                      | Вр. (КМ)                                                                                     | Димензије ()                                                                                 | Водени жиг                                                                                   | Боја                                                                                         | Мотив                                                                                        | Боја                                                                                         | Мотив                                                                                        | Штампања                                                                                     | Издавања                                                                                     | Повлачења                                                                                    | Важења                                                                                       |
| -------------------------------------------------------------------------------------------- | -------------------------------------------------------------------------------------------- | -------------------------------------------------------------------------------------------- | -------------------------------------------------------------------------------------------- | -------------------------------------------------------------------------------------------- | -------------------------------------------------------------------------------------------- | -------------------------------------------------------------------------------------------- | -------------------------------------------------------------------------------------------- | -------------------------------------------------------------------------------------------- | -------------------------------------------------------------------------------------------- | -------------------------------------------------------------------------------------------- | -------------------------------------------------------------------------------------------- | -------------------------------------------------------------------------------------------- |
|                                                                                              |                                                                                              | 50                                                                                           | 146 × 71                                                                                     | монограм Централне банке који се понавља вертикално                                          | ружичаста и светлосмеђа                                                                      | Јован Дучић                                                                                  | ружичаста и светлосмеђа                                                                      | оловка, наочале и књига                                                                      | Н/П (2002)                                                                                   | Н/П (2002)                                                                                   | У оптицају                                                                                   | У оптицају                                                                                   |
|                                                                                              |                                                                                              | 100                                                                                          | 154 × 74                                                                                     | монограм Централне банке који се понавља вертикално                                          | смеђа                                                                                        | Петар Кочић                                                                                  | смеђа                                                                                        | оловка, наочале и књига                                                                      | Н/П (2002)                                                                                   | Н/П (2002)                                                                                   | У оптицају                                                                                   | У оптицају                                                                                   |

#### Трећа серија
У трећој серији номиналнога датума издавања 1. мај 2007. године, изашле су новчанице у апоенима од 50 и 100 конвертибилних марака, а 4. новембра 2008. године апоени од 10 и 20 конвертибилних марака.
Новчанице од 50 и 100 КМ су добиле нову годину штампања и нови потпис гувернера. Наиме, на новим новчаницама налази се потпис гувернера Кемала Козарића. Као година штампања наведена је „2007”, која се на лицу новчанице налази испод потписа и речи „ГУВЕРНЕР”. Остале разлике односе се на заштитне елементе новчаница. Водени жиг се, као и код претходних издања, састоји од стилизованих иницијала ЦББХ у вертикалном низу, с тим да су код новог издања присутна само по два иницијала (латиничко и ћириличко), укупно четири; без делимичних иницијала у врху и дну новчанице, као што је био случај код издања из 1998. и 2002. године. Заштитна нит новчаница, која је код ранијих издања у целости била уграђена у папирну масу, код новог издања местимице излази на површину новчанице. Када се новчаница гледа према светлу, нит се види у целости и садржи микротекст ЦББХ (латиничко и ћириличко). На лицу новчанице, уместо прикривеног натписа/ознаке апоена сиве боје, налази се оптички променљив елеменат у одговарајућој боји за оба апоена. Зависно од угла посматрања, унутар елемента се може уочити једна или више апоенских ознака, број 50 или 100.
Новчанице од 10 и 20 КМ, за разлику од оних из 1998. године на којима није наведена година штампања, као годину штампања имају наведено „2008”, испод потписа и речи „ГУВЕРНЕР”. Разлика се огледа и у потпису гувернера, те се на новим новчаницама од 10 КМ и 20 КМ налази потпис гувернера Козарића. Заштитна нит која је код ранијег издања у целости била уграђена у папирну масу, код новог издања местимице излази на површину новчанице. Када се новчаница гледа према светлу, нит се види у целости и садржи микротекст ЦББХ (латиничко и ћириличко). За разлику од првог издања новчанице од 10 КМ, натписи на лицу нове новчанице овог апоена израђени су у рељефној штампи и могу се осетити прстима. На лицу новчанице налази се елеменат унутар којега се под одређеним углом може видети број 10 (вредност апоена). Светлуцавом бојом је код првог издања новчаница од 10 КМ била отштампана вертикална линија на десној страни лица новчанице. Код нове новчанице овај елеменат налази се у доњем делу лица новчанице и другачијег је облика. На лицу новог издања новчанице од 20 КМ, уместо прикривене ознаке апоена сиве боје, налази се оптички, променљиви, елеменат у одговарајућој боји. Зависно од угла посматрања, унутар елемента се може уочити једна или више апоенских ознака (број 20).
Полеђина новчаница није промењена, те је једнака оној из прве серије.
| Измењена издања прве и друге серије новчаница конвертибилне марке за Републику Српску (трећа серија) | Измењена издања прве и друге серије новчаница конвертибилне марке за Републику Српску (трећа серија) | Измењена издања прве и друге серије новчаница конвертибилне марке за Републику Српску (трећа серија) | Измењена издања прве и друге серије новчаница конвертибилне марке за Републику Српску (трећа серија) | Измењена издања прве и друге серије новчаница конвертибилне марке за Републику Српску (трећа серија) | Измењена издања прве и друге серије новчаница конвертибилне марке за Републику Српску (трећа серија) | Измењена издања прве и друге серије новчаница конвертибилне марке за Републику Српску (трећа серија) | Измењена издања прве и друге серије новчаница конвертибилне марке за Републику Српску (трећа серија) | Измењена издања прве и друге серије новчаница конвертибилне марке за Републику Српску (трећа серија) | Измењена издања прве и друге серије новчаница конвертибилне марке за Републику Српску (трећа серија) | Измењена издања прве и друге серије новчаница конвертибилне марке за Републику Српску (трећа серија) | Измењена издања прве и друге серије новчаница конвертибилне марке за Републику Српску (трећа серија) | Измењена издања прве и друге серије новчаница конвертибилне марке за Републику Српску (трећа серија) |
| Слика                                                                                                | Слика                                                                                                | Вр. (КМ)                                                                                             | Технички параметри                                                                                   | Технички параметри                                                                                   | Опис                                                                                                 | Опис                                                                                                 | Опис                                                                                                 | Опис                                                                                                 | Датум                                                                                                | Датум                                                                                                | Датум                                                                                                | Датум                                                                                                |
| Лице                                                                                                 | Наличје                                                                                              | Вр. (КМ)                                                                                             | Димензије ()                                                                                         | Водени жиг                                                                                           | Лице                                                                                                 | Лице                                                                                                 | Наличје                                                                                              | Наличје                                                                                              | Штампања                                                                                             | Издавања                                                                                             | Повлачења                                                                                            | Важења                                                                                               |
| Лице                                                                                                 | Наличје                                                                                              | Вр. (КМ)                                                                                             | Димензије ()                                                                                         | Водени жиг                                                                                           | Боја                                                                                                 | Мотив                                                                                                | Боја                                                                                                 | Мотив                                                                                                | Штампања                                                                                             | Издавања                                                                                             | Повлачења                                                                                            | Важења                                                                                               |
| --- | --- | --- | --- | --- | --- | --- | --- | --- | --- | --- | --- | --- |
| | | 10                                                                                                   | 130 × 65                                                                                             | монограм Централне банке који се понавља вертикално                                                  | наранџаста и плавкасто-светлосива (боја шкриљца)                                                     | Алекса Шантић                                                                                        | наранџаста и плавкасто-светлосива (боја шкриљца)                                                     | векна хлеба                                                                                          | Н/П (2008)                                                                                           | 4. 11. 2008.                                                                                         | У оптицају                                                                                           | У оптицају                                                                                           |
| | | 20                                                                                                   | 138 × 68                                                                                             | монограм Централне банке који се понавља вертикално                                                  | сива и смеђа                                                                                         | Филип Вишњић                                                                                         | сива и смеђа                                                                                         | гусле (музички инструмент)                                                                           | Н/П (2008)                                                                                           | 4. 11. 2008.                                                                                         | У оптицају                                                                                           | У оптицају                                                                                           |
| | | 50                                                                                                   | 146 × 71                                                                                             | монограм Централне банке који се понавља вертикално                                                  | ружичаста и светлосмеђа                                                                              | Јован Дучић                                                                                          | ружичаста и светлосмеђа                                                                              | оловка, наочале и књига                                                                              | Н/П (2008)                                                                                           | 1. 3. 2007.                                                                                          | У оптицају                                                                                           | У оптицају                                                                                           |
| | | 100                                                                                                  | 154 × 74                                                                                             | монограм Централне банке који се понавља вертикално                                                  | смеђа                                                                                                | Петар Кочић                                                                                          | смеђа                                                                                                | оловка, наочале и књига                                                                              | Н/П (2008)                                                                                           | 1. 3. 2007.                                                                                          | У оптицају                                                                                           | У оптицају                                                                                           |

##### 2007, 2008, 2009
На веб-сајту ЦБ БиХ налазе се различите слике за новчанице од 50 КМ и 100 КМ за 2007. годину и за 2008. годину (иако разлике у самом дизајну није било). Поред тога, на сајту се налазе и различите слике за новчанице од 50 КМ за 2008. годину и за 2009. годину.
Такође, на сајту се налазе и различите слике за наличја новчаница од 10 КМ и 20 КМ за 1998. годину и 2008. годину.

#### Четврта серија
Централна банка Босне и Херцеговине пустила је у оптицај 1. јуна 2012. године четврту серију новчаница у апоенима од 10, 20, 50 и 100 КМ. Новчанице ове серије имају девет нових сигурносних обележја, а препознатљива су још и по потпису новог гувернера и години издавања. Нова заштитна обележја су: водени жиг, заштитна нит с текстом, прозирни регистар, заштитна нит „Моушн”, иридесцентна трака, оптички променљива боја, интаљо штампа, микроштампа и УВ обележја.

##### Сигурносна обележја
Водени жиг
Нова серија новчаница има вишетонски водени жиг са мотивом скулптура са светиљкама на главном улазу зграде Централне банке Босне и Херцеговине у Сарајеву. Испод мотива скулптуре сваки апоен има светли водени жиг — ознаку номиналне вредности. Водени жиг се види под пропусним светлом.
Заштитна нит с текстом
Заштитна нит је потпуно уграђена у папир и унутар ње се види текст различит за сваки апоен: 10 КМ, 20 КМ, 50 КМ и 100 КМ. Текст има ефекат огледала те се под пропусним светлом може читати и с лица и с наличја.
Прозирни регистар
Кад се новчаница држи према светлу, елементи штампани на лицу и наличју новчанице уклапају се и чине петоугао.
Заштитна нит „Моушн” (енгл. Motion)
Све новчанице четврте серије имају микрооптичку заштитну нит, ширине 4 . Апоени од 10 КМ и 20 КМ имају три заштитне ознаке, а апоени од 50 КМ и 100 КМ имају четири заштитне ознаке у којима нит излази на површину папира. Моушн нит има различиту боју за сваки апоен:
- 10 КМ — азурноплава
- 20 КМ — зелена
- 50 КМ — црвена
- 100 КМ — љубичаста

Мотив нити на свим апоенима је перо, које се помера зависно од угла посматрања на на начин да када се:
- горња ивица новчанице нагне напред према посматрачу, перо се помера налево
- доња ивица новчанице нагне према посматрачу, перо се помера надесно
- десна ивица новчанице нагне према посматрачу, перо се помера нагоре
- лева ивица новчанице нагне према посматрачу, перо се помера надоле[23]

Иридесцентна трака
На апоенима од 10 КМ и 20 КМ, вертикално преко целог наличја новчанице, налази се иридесцентна трака ширине 10 . Код оба апоена трака приказује ознаку „КМ” те ознаку номиналне вредности. Када се новчаница посматра под различитим углом, трака светлуца и мења боју.
Оптички променљива боја
На апоенима од 50 КМ и 100 КМ, ознака номиналне вредности у доњем десном углу наличја новчанице штампа се посебном оптички променљивом бојом. Ефекат промене боје може се видети када се новчаница посматра под различитим углом. На 50 КМ боја се мења од љубичасто-црвене у зеленкасто-смеђу. На 100 КМ боја се мења од златносмеђе до маслинастозелене.
Интаљо штампа
Интаљо штампа се налази на лицу новчанице у одређеним подручјима и може се осетити прстима.
Микроштампа
Новчаница удну лица има микротекст на оба писма (латиница и ћирилица): CBBH ЦББХ.
УВ обележја
Новчанице на лицу и наличју имају подручја штампана флуоресцентном бојом, која светле под УВ зрацима. У подручју воденог жига, све новчанице на лицу имају и флуоресцентну ознаку номиналне вредности. Осим тога, влакна уграђена у папир и невидљива на дневном светлу — под УВ светлом се виде у црвеној, зеленој и плавој боји. Флуоресцентне особине имају и серијски бројеви новчаница.
| Измењена издања прве, друге и треће серије новчаница конвертибилне марке за Републику Српску (четврта серија, тренутно у употреби) | Измењена издања прве, друге и треће серије новчаница конвертибилне марке за Републику Српску (четврта серија, тренутно у употреби) | Измењена издања прве, друге и треће серије новчаница конвертибилне марке за Републику Српску (четврта серија, тренутно у употреби) | Измењена издања прве, друге и треће серије новчаница конвертибилне марке за Републику Српску (четврта серија, тренутно у употреби) | Измењена издања прве, друге и треће серије новчаница конвертибилне марке за Републику Српску (четврта серија, тренутно у употреби) | Измењена издања прве, друге и треће серије новчаница конвертибилне марке за Републику Српску (четврта серија, тренутно у употреби) | Измењена издања прве, друге и треће серије новчаница конвертибилне марке за Републику Српску (четврта серија, тренутно у употреби) | Измењена издања прве, друге и треће серије новчаница конвертибилне марке за Републику Српску (четврта серија, тренутно у употреби) | Измењена издања прве, друге и треће серије новчаница конвертибилне марке за Републику Српску (четврта серија, тренутно у употреби) | Измењена издања прве, друге и треће серије новчаница конвертибилне марке за Републику Српску (четврта серија, тренутно у употреби) | Измењена издања прве, друге и треће серије новчаница конвертибилне марке за Републику Српску (четврта серија, тренутно у употреби) | Измењена издања прве, друге и треће серије новчаница конвертибилне марке за Републику Српску (четврта серија, тренутно у употреби) | Измењена издања прве, друге и треће серије новчаница конвертибилне марке за Републику Српску (четврта серија, тренутно у употреби) |
| Слика | Слика | Вр. (КМ) | Технички параметри | Технички параметри | Опис | Опис | Опис | Опис | Датум | Датум | Датум | Датум |
| Лице | Наличје | Вр. (КМ) | Димензије () | Водени жиг | Лице | Лице | Наличје | Наличје | Штампања | Издавања | Повлачења | Важења |
| Лице | Наличје | Вр. (КМ) | Димензије () | Водени жиг | Боја | Мотив | Боја | Мотив | Штампања | Издавања | Повлачења | Важења |
| --- | --- | --- | --- | --- | --- | --- | --- | --- | --- | --- | --- | --- |
| | | 10 | 130 × 65 | монограм Централне банке који се понавља вертикално                                                                                | наранџаста и плавкасто-светлосива (боја шкриљца)                                                                                   | Алекса Шантић | наранџаста и плавкасто-светлосива (боја шкриљца)                                                                                   | векна хлеба | Н/П (2012) | 1. 6. 2012. | У оптицају | У оптицају |
| | | 20 | 138 × 68 | монограм Централне банке који се понавља вертикално                                                                                | сива и смеђа | Филип Вишњић | сива и смеђа | гусле (музички инструмент) | Н/П (2012) | 1. 6. 2012. | У оптицају | У оптицају |
| | | 50 | 146 × 71 | монограм Централне банке који се понавља вертикално                                                                                | ружичаста и светлосмеђа | Јован Дучић | ружичаста и светлосмеђа | оловка, наочале и књига | Н/П (2012) | 1. 6. 2012. | У оптицају | У оптицају |
| | | 100 | 154 × 74 | монограм Централне банке који се понавља вертикално                                                                                | смеђа | Петар Кочић | смеђа | оловка, наочале и књига | Н/П (2012) | 1. 6. 2012. | У оптицају | У оптицају |

### Изглед новчаница за оба ентитета
Новчаница од 200 КМ има исти изглед и за ФБиХ и за РС.
| Изглед новчаница конвертибилне марке за оба ентитета (тренутно у употреби) | Изглед новчаница конвертибилне марке за оба ентитета (тренутно у употреби) | Изглед новчаница конвертибилне марке за оба ентитета (тренутно у употреби) | Изглед новчаница конвертибилне марке за оба ентитета (тренутно у употреби) | Изглед новчаница конвертибилне марке за оба ентитета (тренутно у употреби) | Изглед новчаница конвертибилне марке за оба ентитета (тренутно у употреби) | Изглед новчаница конвертибилне марке за оба ентитета (тренутно у употреби) | Изглед новчаница конвертибилне марке за оба ентитета (тренутно у употреби) | Изглед новчаница конвертибилне марке за оба ентитета (тренутно у употреби) | Изглед новчаница конвертибилне марке за оба ентитета (тренутно у употреби) | Изглед новчаница конвертибилне марке за оба ентитета (тренутно у употреби) | Изглед новчаница конвертибилне марке за оба ентитета (тренутно у употреби) | Изглед новчаница конвертибилне марке за оба ентитета (тренутно у употреби) |
| Слика                                                                      | Слика                                                                      | Вр. (КМ)                                                                   | Технички параметри                                                         | Технички параметри                                                         | Опис                                                                       | Опис                                                                       | Опис                                                                       | Опис                                                                       | Датум                                                                      | Датум                                                                      | Датум                                                                      | Датум                                                                      |
| Лице                                                                       | Наличје                                                                    | Вр. (КМ)                                                                   | Димензије ()                                                               | Водени жиг                                                                 | Лице                                                                       | Лице                                                                       | Наличје                                                                    | Наличје                                                                    | Штампања                                                                   | Издавања                                                                   | Повлачења                                                                  | Важења                                                                     |
| Лице                                                                       | Наличје                                                                    | Вр. (КМ)                                                                   | Димензије ()                                                               | Водени жиг                                                                 | Боја                                                                       | Мотив                                                                      | Боја                                                                       | Мотив                                                                      | Штампања                                                                   | Издавања                                                                   | Повлачења                                                                  | Важења                                                                     |
| -------------------------------------------------------------------------- | -------------------------------------------------------------------------- | -------------------------------------------------------------------------- | -------------------------------------------------------------------------- | -------------------------------------------------------------------------- | -------------------------------------------------------------------------- | -------------------------------------------------------------------------- | -------------------------------------------------------------------------- | -------------------------------------------------------------------------- | -------------------------------------------------------------------------- | -------------------------------------------------------------------------- | -------------------------------------------------------------------------- | -------------------------------------------------------------------------- |
|                                                                            |                                                                            | 200                                                                        | 156 × 76                                                                   | монограм Централне банке који се понавља вертикално                        | плава и зелена                                                             | Иво Андрић                                                                 | плава и зелена                                                             | мост на Дрини                                                              | Н/П (2002)                                                                 | 15. 5. 2002.                                                               | У оптицају                                                                 | У оптицају                                                                 |

## Грешке
Новчанице и ковани новац Босне и Херцеговине имају више грешака и недоследности (можда више него било која друга валута). Званично, само једна новчаница није пуштена у оптицај због грешке, без обзира на то што су и друге имале погрешака.
Ово су најважније од досада примећених грешака:
1. Новчаница од 50 пфенига у оба дизајна, на лицу и наличју имала је придев конвертибилан поред именице пфениг, иако само марка може да буде конвертибилна („50 KONVERTIBILNIH PFENIGA” / „50 КОНВЕРТИБИЛНИХ ПФЕНИГА”).[4]
2. Новчаница од 1 конвертибилне марке дизајна за Републику Српску, уместо „Иво Андрић” имала је исписано „Иво Андриђ”. Ова новчаница званично никада није пуштена у оптицај.
3. Новчаница од 5 конвертибилних марака у оба дизајна, на наличју је имала ћириличку реч пет погрешно исписану као латиницом.
4. Новчаница од 5 конвертибилних марака у дизајну за Републику Српску, на лицу је имала погрешно исписано име писца Меше Селимовића, као Меща (руско слово Щ умјесто српског Ш).
5. Новчаница од 10 конвертибилних марака дизајна за Републику Српску (прва серија, 1998), имала је име Алексе Шантића исписано латиницом иако би требало да је исписано ћирилицом као и на свим осталим примерцима серије.
6. Новчаница до 100 конвертибилних марака[који? ] у оба дизајна, у безбедносној траци имала је погрешно отштампану ћириличку скраћеницу од. акроним Централне банке БиХ са Џ уместо Ц („ЏББХ”).
7. Назив стотог дела конвертибилне марке на кованом новцу има погрешно исписану реч пфениг („фенинг”). Ова грешка је све-присутнија (нарочито што више нема новчаница у апоенима од 50 пфенига) тако да је назив и званично усвојен од. није препознат као погрешан назив за стоти део конвертибилне марке.[1] Сама реч за ковани новац БиХ је, дакле, на неки начин грешком постала „кованица”.